# Fooooo
Fooooo（フー）は、株式会社バンク・オブ・イノベーションが開発した動画検索エンジンである。のちにDayz株式会社に譲渡され、ポータルサイトとして運営されていた。

## 概要
国内外50以上の動画共有サイト、約8500万もの動画から検索することができる。日本語、英語、中国語（簡体字・繁体字）、フランス語、ドイツ語、イタリア語、韓国語、ポルトガル語、ロシア語、スペイン語の11言語に対応している。

## Foooooの意味
読みは、溜息の音のような「ふぅー」ということ。
バンク・オブ・イノベーションは、「Fooooo」の「F」は「find」を、5つの「o」はオリンピックのシンボルマークのように五大陸を表すということを発表している。

## 機能
- 通常機能
  - サジェスト
  - 再生時間絞込み
  - 検索対象サイト絞込み
  - クイック再生（foooooサイト内で再生）
  - キーワード・アドバイス
  - ～といえば
  - 動くサムネイル
  - 世界・日本のランキング
  - ホットワード
  - ブログパーツ
  - RSS
- 会員登録後の機能（2008/5/19日現在会員ページがあるのか不明）
  - 閲覧履歴
  - お気に入り

※一部終了したと思われる機能も含む

## 沿革
- 2007年
  - 3月7日 - ベータ版リリース。検索対象動画は約2300万。
  - 5月16日 - 日本語に加え海外10言語でのサービスを開始。検索対象動画は約2800万に増加。
  - 8月6日 - サジェスト機能を開始。検索対象動画は約4200万に増加。
  - 8月21日 - Facebook用アプリケーションの提供を開始。
  - 10月30日 - サイト全体を大幅にリニューアルし、クロール対象としてニコニコ動画を新たに追加した。検索対象動画は約6800万に増加。
- 2008年
  - 1月17日 - @niftyのトップページで、検索対象を「動画」にして検索すると、Foooooの動画検索エンジンを使った検索ができるサービスを開始。検索対象動画は約8500万に増加。
  - ～5月19日 - 検索対象動画は約1億3000万に増加。トップページ大幅リューアル、動くサムネイルも稼動。
- 2013年
  - 3月31日 - バンク・オブ・イノベーションからDayzへ譲渡される[1]。
  - 10月17日 - ポータルサイトとしてリニューアル[2]。
- 2020年
  - 12月頃 - https://kinza.start.me/ へのリダイレクトとなる。

## 検索対象サイト
現在確認している検索対象動画共有サイトは下記の通りである。ただし、取消線が引かれているサイトは既に運営・公開が終了している。
- Stage6
- Dailymotion
- Veoh
- Google
- メタカフェ
- Iフィルム
- bolt
- Putfile
- vidilife
- zippyvideos
- MySpace
- yahoovideo

- AmebaVision
- askjp
- ClipLife
- FlipClip
- GUBA
- YouTube
- maniatv
- ヴィメオ
- gofish
- blip
- Stickam JAPAN!
- VMix

- AOL
- jumpcut
- シャークル
- vidiac
- motionbox
- mangaspot
- mofile
- streetfire
- imeem
- lulu
- wewin
- nothingtoxic

- livevideo
- dave
- tutv
- vidivodo
- minakuru
- stickamjp
- watchme
- vsocial
- grouper
- revver
- break
- ニコニコ動画 (アカウントが必要)